# Music ! Music ! Music !
"Music! Music! Music!" er en sang skrevet af Stephen Weiss og Bernie Baum. Den blev publiceret i 1949.
Den bedstsælgende version af sangen blev indspillet på plade af Teresa Brewer 20. december 1949 og udgivet af London Records. Den blev et nummer 1 hit og en millionsælger i 1950.
En version indspillet på plade af den dengang kun 17-årige britiske sangerinde Petula Clark blev populær i Australien samme år.

## Reference
- Standard Catalog Of American Records 1950-1975, editor Tim Neely